# 豊中市立緑地小学校
豊中市立緑地小学校（とよなかしりつ りょくちしょうがっこう）は、大阪府豊中市城山町四丁目にある公立小学校。
校名は、東側を流れる天竺川を挟んで広がる服部緑地に因む。

## 沿革
- 1976年4月1日 - 中豊島小学校・南桜塚小学校から分離し開校。但し校舎が未完工だったため、両校で授業を開始。
- 1976年4月8日 - 第1回入学式。
- 1976年8月25日 - 新校舎が竣工。28日に移転。
- 1976年9月7日 - 校章を制定。
- 1976年11月1日 - 創立記念式典を挙行し、この日を創立記念日とする。校歌を制定。
- 1992年9月 - 学校週五日制を月1回で開始。
- 2002年4月 - 完全週五日制を開始。

## 通学区域
城山町3-4丁目、長興寺北1-3丁目、長興寺南1-4丁目、南桜塚4丁目（9番-19番）、夕日丘3丁目、服部緑地（府道熊野大阪線以北を除く回転大花壇以西）

## 交通アクセス
- 阪急宝塚本線曽根駅から阪急バス33・34・37・47・50・51系統乗車。長興寺で下車し、南東へ500m。